# 루블린주

루블린주의 위치

루블린주(폴란드어: Województwo lubelskie)는 폴란드 남동부에 위치한 주로, 주도는 루블린이며 면적은 25,155km2, 인구는 2,175,251명(2006년 기준, 도시 인구: 1,014,548명, 농촌 인구: 1,160,703명), 인구 밀도는 86명/km2이다. 4개 도시군과 20개 농촌군, 213개 그미나(지방 자치체)를 관할한다. 포트카르파츠키에주(남쪽), 시비엥토크시스키에주(남서쪽), 마조프셰주(서쪽과 북쪽), 포들라스키에주(북쪽)와 접하며 동쪽으로는 벨라루스, 우크라이나와 국경을 접한다.

주기
주 문장
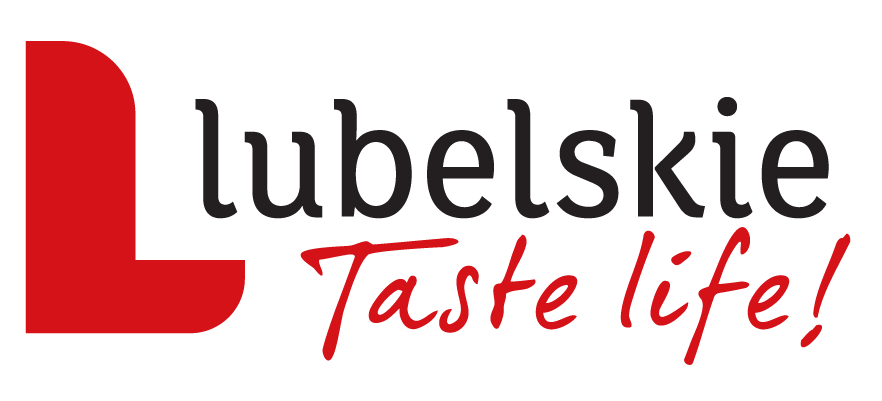
주 로고

## 행정 구역

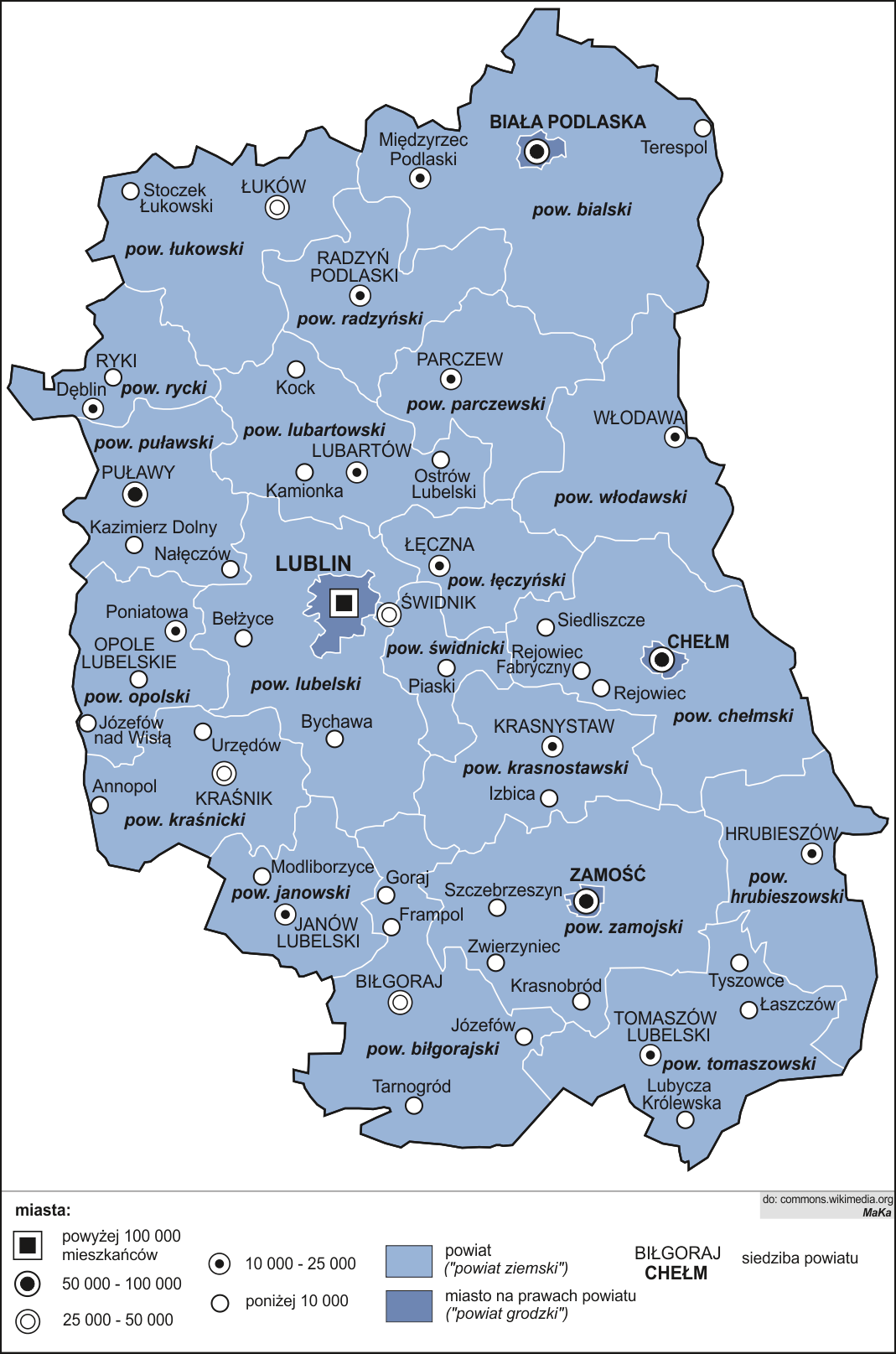
루블린주의 행정 구역

### 도시군
- 루블린 (주도)
- 비아와포들라스카
- 헤움
- 자모시치

### 농촌군
- 비아와군
- 비우고라이군
- 헤움군
- 흐루비에슈프군
- 야누프군
- 크라시니크군
- 크라스니스타프군
- 웽치나군
- 루바르투프군
- 루블린군
- 우쿠프군
- 오폴레군
- 파르체프군
- 푸와비군
- 라진군
- 리키군
- 시비드니크군
- 토마슈프군
- 브워다바군
- 자모시치군